# 臺灣吧
臺灣吧（英語：Taiwan Bar），全名臺灣各種吧股份有限公司（英語：Taiwan Bar Studio INC.），成立於2014年，初期以動畫形式介紹臺灣的歷史與文化，首部作品為《動畫臺灣史》。

## 團隊

### 創辦人
- 蕭宇辰（Yu Chen, Hsiao），國立臺灣大學歷史學系校友，臺灣吧現任執行長。[2]
- 張佳家（jiajiach），國立臺灣大學歷史學系校友，臺灣吧現任營運長。
- 林辰（Buchi）[3]，國立武陵高級中學校友，國立東華大學經濟學系校友，國立中央大學經研所校友。
- 謝政豪（DJ Hauer），國立科學工業園區實驗高級中學校友，國立臺灣大學農業經濟學系校友，《博恩夜夜秀》出品公司薩泰爾娛樂股份有限公司代表人。

### 其他
- 曾博恩，曾任臺灣吧節目製作人、編劇以及英文配音員。

## 提名及獎項紀錄
| 年份 | 頒獎機構                   | 典禮名稱     | 獎項         | 入圍作品                                                                                            | 結果 |
| ---- | -------------------------- | ------------ | ------------ | --------------------------------------------------------------------------------------------------- | ---- |
| 2017 | 文化部影視及流行音樂產業局 | 第52屆金鐘獎 | 動畫節目獎   | 《客客客棧》                                                                                        | 提名 |
| 2020 | 上班不要看                 | 第2屆走鐘獎  | 最佳外語獎   | 不只有漢文化！多元自由的臺灣是怎麼來的？                                                            | 獲獎 |
| 2020 | 上班不要看                 | 第2屆走鐘獎  | 最佳配樂獎   | 【十小時官方BGM】電音版迷因彌勒菩薩彌彌之音，不適合念書放鬆運動                                     | 提名 |
| 2020 | 上班不要看                 | 第2屆走鐘獎  | 最佳剪輯獎   | 假裝是vlog，卻在討論明治維新後的日本文化融合                                                        | 提名 |
| 2020 | 上班不要看                 | 第2屆走鐘獎  | 最佳男主角獎 | 博恩 / 暴力會毀滅文明？《蒼蠅王》告訴你人性本惡！ ft.博恩 -《學霸話經典》EP1                        | 提名 |
| 2021 | 上班不要看                 | 第3屆走鐘獎  | 金頭腦獎     | NEW! 辛亥革命，其實是日本搞的鬼！？ -《動畫世界史中國篇》EP0｜臺灣吧TaiwanBar                       | 獲獎 |
| 2021 | 上班不要看                 | 第3屆走鐘獎  | 最佳動畫獎   | NEW! 辛亥革命，其實是日本搞的鬼！？ -《動畫世界史中國篇》EP0｜臺灣吧TaiwanBar                       | 提名 |
| 2022 | 上班不要看                 | 第4屆走鐘獎  | 金頭腦獎     | 人類世界陰道的8大秘密｜臺灣吧TaiwanBar                                                              | 提名 |
| 2022 | 上班不要看                 | 第4屆走鐘獎  | 最佳動畫獎   | 這裡是牙買加，加勒比海盜在海上跳著森巴配的 雷鬼樂，竟然是客家人發明的！-《客客客棧之啤劍闖世界》EP5 | 提名 |

## 外部連結

### 官方網站
- 臺灣吧官方網站 （页面存档备份，存于）
- YouTube上的臺灣吧頻道
- 臺灣吧粉絲的Facebook專頁
- 臺灣吧大抓週計畫 （页面存档备份，存于）
- （繁體中文） 台灣公司資料